# Dia do Engenheiro Eletricista
Comemora-se no Brasil em 23 de novembro o Dia do Engenheiro Eletricista, data em que, no ano de 1913, foi fundado o Instituto Eletrotécnico de Itajubá. Decretado pela Lei Nº 12 074, de 29 de Outubro de 2009.
Com base no projeto de Lei N° 2 545 de 2003 do deputado José Roberto Arruda (PFL/DF).